# Viaduc de Barajol
Le viaduc de Barajol, appelé aussi « viaduc de Lune Sèche », est un ouvrage d'art ferroviaire permettant de franchir la vallée de la Petite Rhue, dans le massif du Cézallier, au cœur du Parc des Volcans d'Auvergne. Il est situé sur la commune de Saint-Amandin, à cinq kilomètres au sud-ouest de la ville de Condat,  dans le département du Cantal. Attraction principale du parcours ferroviaire touristique du Gentiane express, c'est l'un des plus hauts viaducs en maçonnerie de France.

## Situation ferroviaire

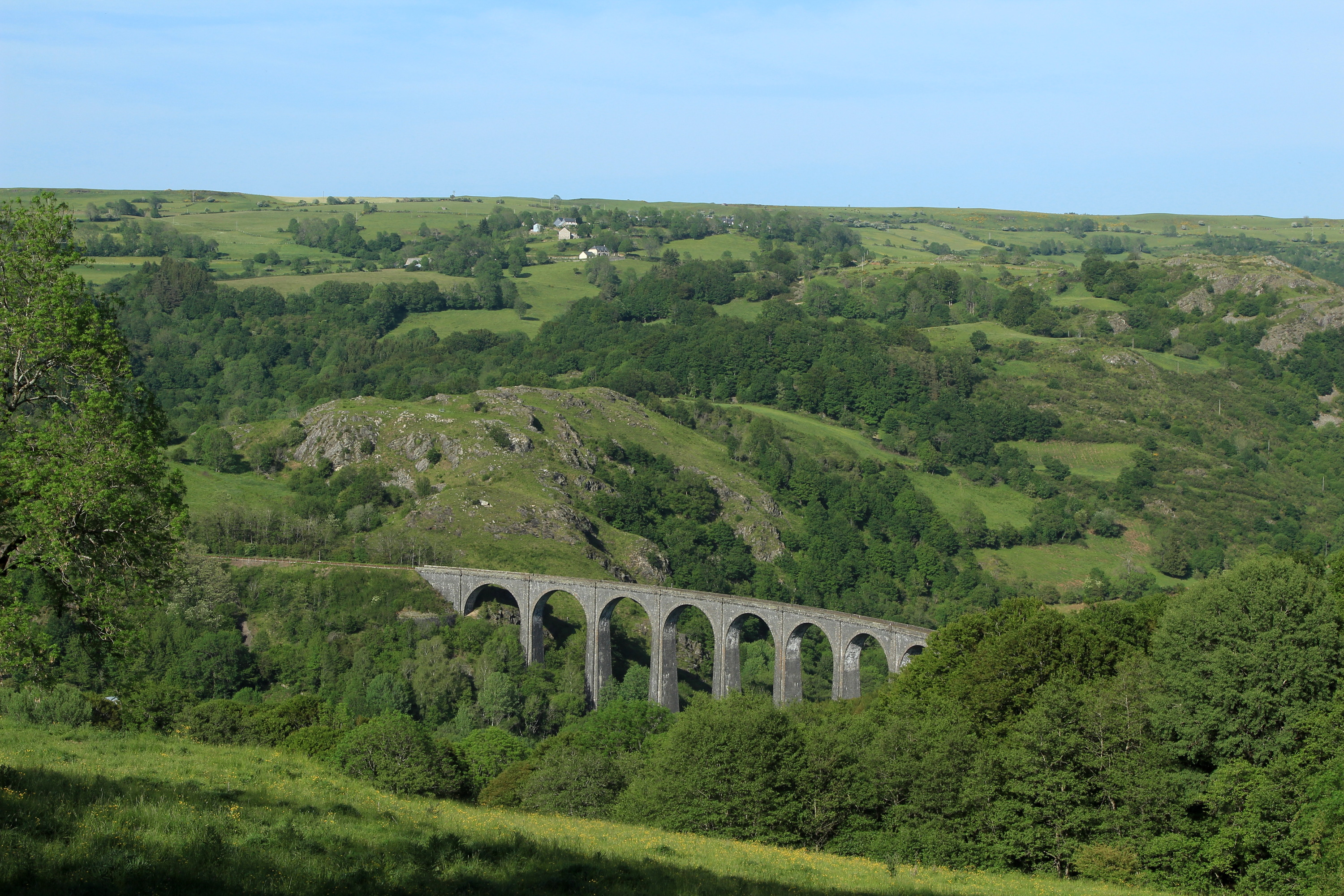
Le viaduc en 2014.

Établi à 811 mètres d'altitude et franchissant la petite Rhue, le viaduc de Barajol est situé au point kilométrique (PK) 480,898 de la ligne de Bort-les-Orgues à Neussargues, entre la gare de Riom-ès-Montagnes et la gare fermée de Condat - Saint-Amandin, plus précisément entre le tunnel de l'Estampe et le viaduc de Chassagny.

## Histoire
La construction de la ligne de Bort-les-Orgues à Neussargues, décidée en 1892, a permis de désenclaver le nord du département du Cantal. Elle nécessitait la traversée d’un paysage accidenté à plus de 800 m d’altitude, possible à condition de construire cinq viaducs : viaduc de Salsignac, viaduc de Barajol, viaduc de Chassagny, viaduc de Lugarde et viaduc de Saint-Saturnin.
Les conditions climatiques, difficiles en hiver, empêchèrent le développement d’un véritable trafic des vins du Languedoc et du Roussillon en direction de Paris, qui était l'autre motivation importante de construction de la ligne. Le viaduc de Barajol a ainsi perdu son utilité lorsque le trafic sur la ligne a été arrêté par la SNCF qu'il a vite retrouvé avec le train touristique Gentiane express.
Le viaduc a également fait office de décor naturel au cinéma, dans les émissions jeux TV et dans plusieurs feuilletons télévisés.
Le viaduc est inscrit au titre des monuments historiques en 1984 et par la même, labelisé « Patrimoine du XXe siècle ».
La ligne a été fermée au service des voyageurs le 26 mai 1990 et au trafic des marchandises le 31 août 1991

## Caractéristiques
D'une longueur de 317 mètres et d'une hauteur de 57 mètres, reposant sur douze arches, le viaduc est inscrit à l'inventaire des Monuments Historiques. Il a été construit en gneiss et en basalte, la pierre volcanique de la région, dans un paysage sauvage au milieu des troupeaux de Salers (race bovine), au-dessus du confluent du ruisseau de Grolle avec la Petite Rhue, rivière qui descend directement du Puy Mary.